# Russificering af Ukraine
|  | Maskinoversættelse og/eller tvivlsomt indhold Denne sides indhold bærer præg af at være en maskinoversættelse og/eller meget dårligt og uklart formuleret. Det vurderes at sproget er så dårligt og eventuelt forkert eller til at misforstå, at det bør omskrives eller oversættes på ny. Du kan hjælpe med at oversætte til korrekt dansk i denne og lignende artikler. Hvis dette ikke sker inden for kort tid, kan en sletning komme på tale. Se evt. denne sides diskussionsside eller i artikelhistorikken. |

Russificering af Ukraine (ukrainsk: Зросійщення України, russisk: Русификация Украины) er et sæt handlinger og betingelser, der har til formål at styrke russisk national politisk overlegenhed i Ukraine og blandt ukrainere gennem overgangen af personer af ikke-russisk nationalitet til det russiske sprog og russisk kultur med deres efterfølgende assimilering. Ukraine led mest under russificeringen.
Dette er en politik, der var iboende i alle russiske politiske regimer, den opstod i Russiske Kejserrige tid, senere genoptog sin eksistens i
Sovjetunionens tid og intensiverede under Vladimir Putins styre i de områder, der var besat af Rusland. Dette manifesterede sig ikke kun i forskydningen af modersmålet og dets erstatning med russisk, men også i ændringen af efternavne (russiske endelser og accenter blev normalt tilføjet til ukrainske efternavne i dokumenter), såvel som i genopbygningen af lokal arkitektur og ødelæggelsen af hellige bygninger.

## Kronologi
- 1690. Den russisk-ortodokse kirkes forbud mod sognebøger trykt på datidens ukrainske litterære sprog og de første tilfælde af deres ødelæggelse (Denne politik begyndte umiddelbart efter overførslen af Hetmanatet til det russiske protektorat)[4]
- 1920. Peter den Stores dekret fra 1720 om forbud mod trykning af bøger på det ukrainske sprog i trykkerier i Kyiv og Chernihiv[5]
- 1764. Katarine 2's instruktion om rusificeringen af Ukraine, Smolensk (hviderussisk etnisk område), de baltiske stater og Finland[6][7].
- 1784. Fuldstændig forbud mod grundskoleundervisning i det ukrainske sprog på det Russiske Kejserrige område.
- 1786. Forbud mod brugen af det ukrainske sprog i gudstjenester og undervisning i det ukrainske sprog i højere uddannelsesinstitutioner.
- 1831. Afskaffelse af Magdeburg-loven i byer, hvilket gjorde det umuligt at føre retssager på ukrainsk sprog.
- 1862. Ukrainske sogneskoler er lukket. Udgivelsen af det ukrainske litterære, videnskabelige og politiske tidsskrift "Osnova" er blevet afbrudt.
- 1863. Dekret af Peter Valuev, hvori han erklærede, at "det ukrainske sprog eksisterede ikke, eksisterer ikke og kan ikke eksistere, og den, der ikke forstår dette, er en fjende af Rusland"[8]
- 1876. Forbud mod at importere ukrainske bøger fra udlandet, forbud mod at signere ukrainske tekster under noder, forbud mod ukrainske optrædener. Mykola Lysenkos kor skulle ved koncerten synge den ukrainske folkesang "Rain" på fransk.
- 1881. Loven tillader, at ordbøger udskrives på det ukrainske sprog, men med russisk stavemåde
- 1882. Den russiske regering beordrer censorer til nøje at overvåge, at oversættelser af udenlandsk litteratur til ukrainsk ikke er tilladt.
- 1887. censor returnerede manuskriptet til grammatikken i det ukrainske sprog uden at læse det og skrev til forfatteren, at "det er ikke nødvendigt at tillade offentliggørelsen af grammatikken for et sprog, der er dømt til at forsvinde"
- 1888. Dekret af kejser Aleksandr 3. "Om forbud mod brugen af det ukrainske sprog i officielle institutioner og dåb med ukrainske navne."
- 1889. I Kyiv, under den arkæologiske kongres, var det tilladt at læse taler på alle sprog undtagen ukrainsk.
- 1894. Forbud mod import af ukrainske bøger fra udlandet.
- 1895 Forbud mod produktion af ukrainske børnebøger
- 1903 Ved åbningen af monumentet for forfatteren Ivan Kotljarevskyj i Poltava fik de ikke lov til at tale på ukrainsk.
- 1905. Ruslands ministerkabinet afviste anmodningen fra universiteterne i Kiev og Kharkiv om at ophæve forbuddet mod det ukrainske sprog og kaldte det "upraktisk".
- 1906 og 1907. Lukning af den ukrainsksprogede avis "Prosvita" i Odesa og Mykolaiv.
- 1908. Senatets dekret fra 1908, at "forbedring af uddannelse i Ukraine er skadeligt og farligt for Rusland."
- 1910. Stolypins dekret om optagelse af ukrainere i kategorien udlændinge og om forbud mod at oprette enhver ukrainsk politisk organisation.
- 1913. Direktøren for Kievs undervisningsdistrikt udstedte en instruktion, der forbød elever og studerende at deltage i ukrainske teaterforestillinger.
- 1914 Forbud mod fejringen af 100-året for fødslen af den vigtigste ukrainske forfatter Taras Sjevtjenko[9]
- 1922. Likvidation af avisen "Prosvita" i Kuban og andre bopælssteder for ukrainere, der var en del af Sovjetrusland
- 1929. De første arrestationer af ledere af den kulturelle intelligentsia (det viste sig, at "ukrainisering" blev udført i USSR i 1920'erne for at identificere fremtidige ofre for undertrykkelse)
- 1933. Under Holodomor blev Stalins telegram om afslutningen på ukrainiseringen offentliggjort.
- 1937 Skydning af de sovjetiske specialtjenester af de fleste repræsentanter for den ukrainske intellektuelle elite, kaldet den "røde renæssance"[10][11].
- 1938. Kremls resolution om obligatoriske studier af det russiske sprog i skoler i det sovjetiske Ukraine.
- 1958. Resolution fra plenum for det kommunistiske parti af 1958 om overgangen af ukrainske skoler til det russiske undervisningssprog. Den 17. september 1959 vedtog Verkhovna Rada fra den ukrainske SSR den relevante resolution.
- 1961. SUKP's 22. kongres - et nyt program for partiet "forening af nationer til ét sovjetisk folk."
- 1970. Ordre fra undervisningsministeriet i den ukrainske SSR om kun at skrive og forsvare alle afhandlinger på russisk.
- 1975. på grund af sovjetisk censur udgives ukrainske forfatteres værker i forkortet form
- 1980. Nye arrestationer af ukrainske intelligentsiaer og dissidenter, som derefter ender på sindssygehospitaler (straffepsykiatri blev massivt brugt mod politiske modstandere på det tidspunkt)
- 2014. I de russisk-besatte områder i det østlige Ukraine gik skolerne over til det russiske undervisningssprog. Russisk militær konfiskerede og brændte offentligt bøger på det ukrainske sprog og ødelagde monumenter for ukrainske hetmaner[12]
- 2016. efter 2 års russisk besættelse af Krim, fungerede kun én skole med det ukrainske undervisningssprog. Formelt er studiet af det ukrainske sprog tilladt, men uofficielt blokeres sådanne forsøg aktivt[13]
- 2019. den sidste erklærede ukrainske skole i Krim blev omformateret, og ifølge forældre er alle fag i den "erklærede" ukrainske skole de facto gennemført på russisk[14]

- 2022. Statsdumaens stedfortræder Yevheni Fedorovs tale til lederen af Videnskabsministeriet i Den Russiske Føderation om oprettelsen af Instituttet for regulering af ukrainske sprogstandarder i Rusland[15]. Russiske tropper i de midlertidigt besatte områder konfiskerede og ødelagde ukrainsk litteratur og ukrainske historielærebøger og tvang byens lærere til at gennemføre uddannelsesprocessen i skolerne udelukkende på russisk[16]. I 2022 oprettede besættelsesmyndighederne såkaldte læreromskolingslejre med det formål at overføre dem til "russiske uddannelsesstandarder"[17][18].
- 2023. I de midlertidigt besatte områder beslaglagde russerne ukrainske bøger fra skolebiblioteksmidler og brændte dem i fyrrum, senere blev russisk litteratur bragt til uddannelsesinstitutioner i de besatte områder[19]